# Andreas Bisowski
Andreas Bisowski (* 24. Juli 1973 in Berlin; † 28. Februar 2011 in ebenda) war ein deutscher Schauspieler, Hörspielsprecher, Theaterregisseur und Dramatiker.

## Leben
Andreas Bisowski wurde 1973 in Berlin geboren. Nach dem Abitur 1992 leistete er 1993 Zivildienst und studierte von 1994 bis 1999 Schauspiel an der Hochschule der Künste Berlin. Er spielte unter anderem am Theater am Kurfürstendamm, an der Neuköllner Oper und war Ensemblemitglied des Maxim Gorki Theaters sowie des Deutschen Theaters in Berlin. Als Bühnenschauspieler sah man ihn zuletzt auf den Nibelungenfestspielen in Worms. Danach war er vor allem als Dramatiker und Theaterregisseur tätig und schrieb Opernlibretti. Ferner spielte er in über 30 Film- und Fernsehproduktionen und inszenierte Bühnenshows von Désirée Nick.
Andreas Bisowski starb am 28. Februar 2011 an den Folgen einer schweren Gelbsucht, nachdem er ins künstliche Koma versetzt wurde.

## Filmografie (Auswahl)

### Filme
- 1997: Falsche Liebe
- 1999: Todesengel
- 1999: Downhill City
- 2000: Salamander
- 2004: Stauffenberg
- 2004: Hab mich lieb!
- 2006: Brinkmanns Zorn

### Fernsehserien
- 1996: Alle zusammen – Jeder für sich
- 1997: Boomtown Berlin
- 1999: SK Babies
- 2000–2002: Für alle Fälle Stefanie (2 Folgen)
- 2001: SK Kölsch
- 2001–2008: Der Landarzt
- 2005: Balko
- 2006: Küstenwache
- 2007: Deadline – Jede Sekunde zählt

## Theaterregie und Regiemitarbeit
- 2002: Herz über Bord (Neuköllner Oper)
- 2003: Es fliegt was in die Luft (Neuköllner Oper)
- 2004: Friendly Fire (Neuköllner Oper)
- 2004: Putzfrauen (Neuköllner Oper)
- 2004: Desirée-Nick-Show The Joy of aging and how to enjoy it (Bar jeder Vernunft Berlin)
- 2005: Désirée-Nick-Show Désirée Superstar – Sturzgeburt einer Legende (Bar jeder Vernunft Berlin)
- 2005: Wischen – No Vision (Neuköllner Oper)
- 2005: Neufassung des Librettos von Künneke Die glückliche Reise (Maxim-Gorki-Theater)
- 2006: Good Old Boys And Girls (Tribüne Berlin)
- 2007: Saure Nierchen (Tribüne Berlin)
- 2007: Bearbeitung des Librettos von Bolten-Baeckers Frau Luna (Opernhaus Halle)
- 2008: Knastkinder (Theaterprojekt der Nibelungenhorde)
- 2009: Piraten. Die BeBerlinette (Neuköllner Oper)
- 2009: Furcht und Hoffnung in Deutschland (Theaterprojekt der Nibelungenhorde)
- 2009–2010: Désirée Nick-Show Ein Mädchen aus dem Volk (Bar jeder Vernunft Berlin)
- 2010: HighHeelNoon in Nordneukölln (Comedysongshow, Heimathafen Neukölln)
- 2010: Gesellschafts-Spiele? Achtung! (Theaterprojekt der Nibelungenhorde)

## Hörspiele (Auswahl)
- Die Brandmauer
- Wallanders erster Fall
- Opa Draculas Gutenachtgeschichten (Nr. 7, 8, 9 und 10)

## Theater (Auswahl)
- 1994: Die vergessene Tür (Staatstheater Braunschweig)
- 1998: Krankheit der Jugend (Carrousel Theater/Schiller-Theater-Werkstatt)
- 1998: Käte, du sollst Blau tragen (HdK Berlin, ausgezeichnet mit dem Max-Reinhardt-Preis beim Bundeswettbewerb deutschsprachiger Schauspielschulen)
- 1998/1999: Disco Pigs (Staatsschauspiel Dresden)
- 1999: Schade, daß sie eine Hure ist (Maxim Gorki Theater Berlin)
- 1999: Berlin Alexanderplatz (Maxim Gorki Theater Berlin)
- 1999: Schlachthaus (Maxim Gorki Theater Berlin)
- 1999: Die Altruisten (Maxim Gorki Theater Berlin)
- 2000: Wilhelm Tell (Maxim Gorki Theater Berlin)
- 2000: Maria Magdalena (Maxim Gorki Theater Berlin)
- 2001: Antigone (Deutsches Theater Berlin)
- 2001: Titus Andronicus (Deutsches Theater Berlin)
- 2001: Die Kassette (Maxim Gorki Theater Berlin)
- 2001: Komödie der Irrungen (Maxim Gorki Theater Berlin)
- 2002: Das Cabinet des Dr. Caligari (Deutsches Theater Berlin)
- 2002: True Love (Kammerspiele des Deutschen Theaters)
- 2002–2006 und 2007–2008: Nibelungenfestspiele Worms